# Lawrence v. Texas
Lawrence v. Texas (539 U.S. 558) est un arrêt rendu par la Cour suprême des États-Unis en 2003, déclarant la loi texane sur la sodomie, qui visait les relations homosexuelles exclusivement, incompatible avec les exigences de due process affirmées dans le Quatorzième amendement de la Constitution fédérale.
L'affaire débute en 1998, lorsque John Geddes Lawrence et Tyron Garner sont condamnés sur le fondement d'une loi du Texas interdisant les rapports sexuels anaux entre personnes de même sexe. Soutenus par l'association Lambda Legal, ils contestent leur condamnation jusque devant la Cour suprême.
Lawrence v. Texas, rendu par six juges contre trois, opère un revirement de jurisprudence par rapport à l'arrêt Bowers v. Hardwick de 1986. La décision, rédigée par Anthony Kennedy, met notamment en avant le droit au respect de la vie privée. Considérée comme une grande avancée pour les personnes LGBT, elle ouvrira notamment la voie à la légalisation du mariage homosexuel à travers le pays dans Obergefell v. Hodges en 2015.

## Contexte
Alors que les lois sur la sodomie touchaient au départ tout rapport sexuel jugé « déviant », autant hétérosexuel qu’homosexuel, elles sont devenues un moyen de criminaliser l'homosexualité. Par exemple, en 1973, le Texas rend légale la sodomie consentie dans un couple hétérosexuel tout en l'interdisant pour les personnes homosexuelles. L'application des lois anti-sodomie est toutefois rare, d'autant plus pour des rapports sexuels se déroulant au domicile.
En 1986, dans l'arrêt Bowers v. Hardwick, la Cour suprême estime que les lois anti-sodomie sont constitutionnelles par cinq voix contre quatre. À cette époque, la moitié des cinquante États américains disposent de telles lois. En 2003, ces lois sont en vigueur dans treize États. Dans quatre d'entre eux, ces lois ne s'appliquent qu'aux homosexuels (Kansas, Missouri, Oklahoma et Texas).
Depuis 1986, la société américaine a évolué sur la question de l'homosexualité. Selon Gallup, en mai 2003, 59 % des Américains estiment que les relations sexuelles homosexuelles entre adultes consentants devraient être légales (37 % s'y opposent). Au milieu des années 1980, seuls 33 % des Américains soutenaient cette position.
La presse note que la justice se montre elle aussi davantage ouverte, avec nombreux avocats et assistants de justice ouvertement homosexuels et des décisions en faveur des droits des personnes homosexuelles. En particulier, dans l'arrêt Romer v. Evans de 1996, la Cour suprême des États-Unis juge inconstitutionnel un amendement à la Constitution du Colorado qui interdisait les législations contre la discrimination envers les personnes homosexuelles et bisexuelles, par manque d'intérêt légitime du gouvernement. Les juges dissidents dans Romer v. Evans, minoritaires, citent sans succès Bowers v. Hardwick pour défendre leur position.

Décriminalisation des relations homosexuelles aux États-Unis par État :
1962
1971
1972
1973
1974
1975
1976
1977
1978
1979
1980
1983
1985
1992
1993
1996
1997
1998
1999
2001
Lawrence v. Texas (2003)

## Faits

Les faits se déroulent dans le comté de Harris au Texas.

Le 17 septembre 1998, la police reçoit un coup de fil signalant un homme noir « fou avec une arme » dans la banlieue de Houston. Sur place, la police ne trouve aucune arme mais arrête John Geddes Lawrence et Tyron Garner. Dans un appartement décoré de dessins homoérotiques, un policier dit avoir surpris Lawrence et Garner en plein rapport anal, un deuxième parle uniquement de fellation tandis que deux autres disent n'avoir rien vu. Lawrence et Garner sont arrêtés pour « rapports sexuels déviants, sexe anal avec une personne du même sexe (homme) ». Ils passent la nuit en prison et sont libérés après avoir réglé une caution de 200 dollars,.
John Geddes Lawrence (né en 1943) est un technicien médical, ancien militaire, condamné pour un accident de voiture ayant causé la mort à la fin des années 1960. Tyron Garner, afro-américain né en 1967, enchaîne quant à lui les petits boulots, sans adresse fixe. Il a été condamné pour une agression en 1995. L'appel a été passé par Robert Eubanks, ami de Lawrence et amant jaloux de Garner, qui avait passé le début de la soirée avec les deux hommes. Ni Lawrence ni Garner n'étaient engagés dans des associations en faveur des droits des homosexuels.

## Procédure devant les tribunaux du Texas
Lambda Legal, une association de défense des droits des personnes LGBT, se rapproche de Lawrence et Garner pour les accompagner dans leur bataille judiciaire et mettre fin aux lois anti-sodomie à travers le pays. Elle choisit les deux hommes en sachant qu'ils n'avaient que peu à perdre d'une médiatisation de leur arrestation, en raison de leur condition modeste. Les avocats demandent aux plaignants, qui avaient d'abord plaidés non coupable, de ne pas contester les charges retenues contre eux. De cette façon, les médias n'approfondissent pas leurs recherches sur la nuit de l'arrestation. Alors que les deux hommes n'ont jamais été en couple et qu'il est probable qu'ils n'aient jamais eu de relation sexuelle,, leur ligne de défense devient celle des couples et familles homosexuelles.
Le 20 novembre 1998, Lawrence et Garner sont condamnés pour leur conduite homosexuelle et doivent payer une amende de 125 dollars et 141,25 dollars de frais de procédure. Représentés devant la justice du Texas par Suzanne Goldberg, professeure à l'université Rutgers, ils font appel de la décision et remportent une première décision : le 8 juin 2000, un panel de trois juges de la 14e Cour d'appel du Texas trouve la loi contraire à la Constitution du Texas qui interdit les discriminations liées au sexe (par deux voix contre une).
Après cette décision, la 14e Cour d'appel du Texas choisit cependant de juger l'affaire en plénière (« en banc »). Un arrêt est rendu le 15 mars 2001, sans audience préalable. Par sept voix contre deux, la Cour juge que la loi est constitutionnelle. Dans sa décision, elle s'appuie notamment sur la jurisprudence Bowers v. Hardwick,. Le 17 avril 2002, la Cour d'appel criminelle du Texas refuse d'entendre l'affaire. Les plaignants se pourvoient donc devant la Cour suprême des États-Unis.
De son côté, Robert Eubanks est condamné à deux semaines de prison pour fausse dénonciation de crime,. Il meurt tabassé à mort en 2000, dans une affaire non élucidée.

## Devant la Cour suprême

### Débats

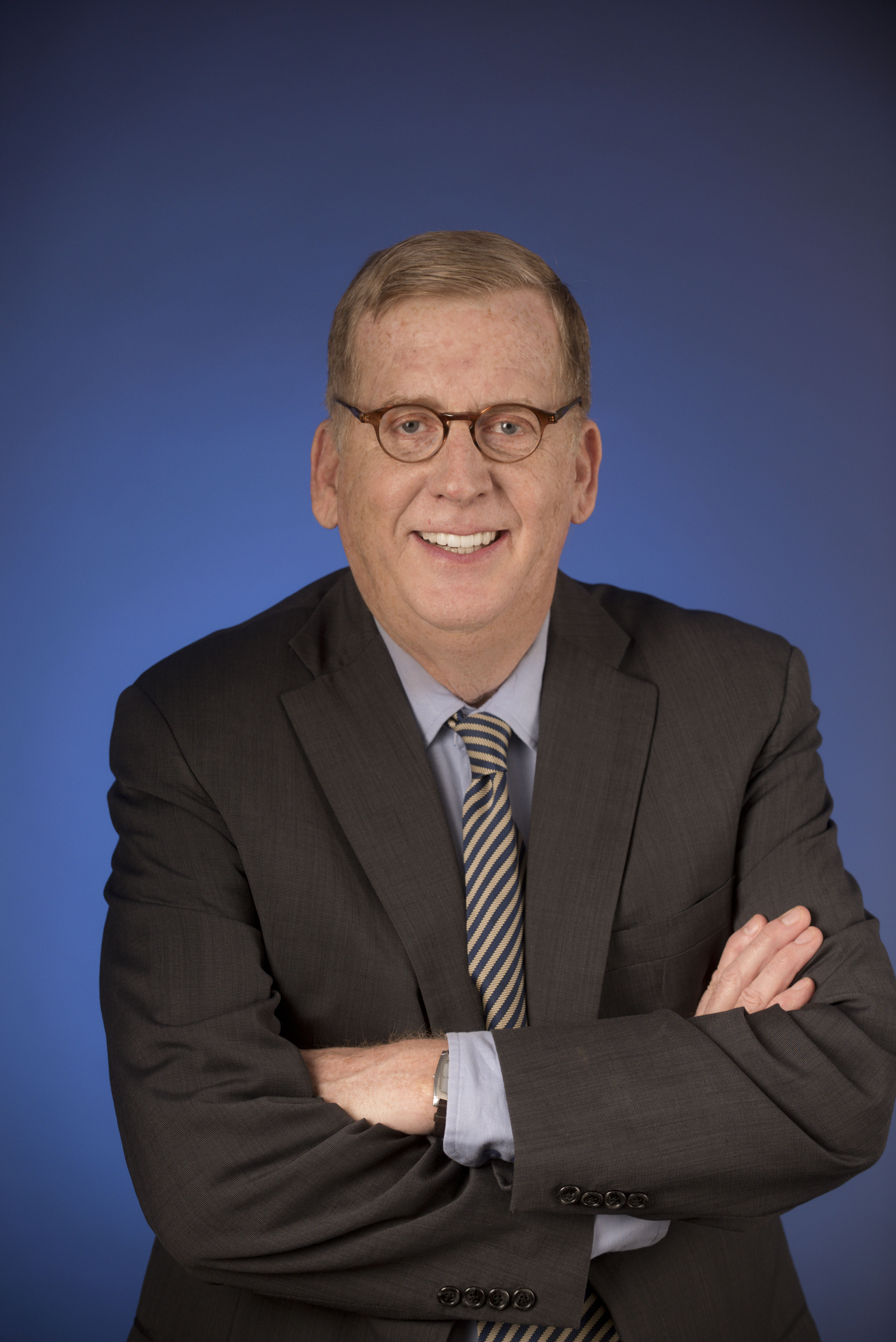
Paul Smith est l'avocat de Lawrence et Garner devant la Cour suprême.

Le 2 décembre 2002, la Cour suprême des États-Unis annonce accepter de juger la requête déposée par Lambda Legal le 16 juillet de la même année. Des dizaines d'amicus curiae sont déposés. L'audience se tient le 26 mars 2003.
Devant la Cour suprême, John Geddes Lawrence et Tyron Garner sont représentés par Paul Smith, un avocat reconnu, homosexuel assumé « sans être trop gay », avec peu d'expérience dans ce domaine. Paul Smith estime que l'interdiction de la sodomie au Texas viole la « clause de protection égale » (en anglais : equal protection clause) du quatorzième amendement de la Constitution et la « clause de sécurité juridique » (due process clause) des cinquième et quatorzième amendements. Il s'attache à défendre la similarité ente couples homosexuels et hétérosexuels.
Les avocats représentant le Texas rencontrent des difficultés à expliquer l'intérêt de l'État à maintenir cette interdiction. Le procureur de district du comté de Harris confie même à la presse sa réticence à défendre la loi, n'étant obligé que par la législature du Texas. Devant la Cour, les défenseurs de la loi démontrent que l'homosexualité a été criminalisée à travers l'histoire et que l'État a le droit d'interdire des comportements qu'il juge immoraux.
L'administration de George W. Bush — gouverneur du Texas avant d'être élu président — ne participe pas aux débats, ni en faveur ni en opposition de la loi, estimant qu'il s'agit d'une matière relevant des États.

### Décision majoritaire
Le 26 juin 2003, les juges déclarent inconstitutionnelle la loi du Texas interdisant la sodomie, par six voix contre trois. Comme pour Romer v. Evans, Anthony Kennedy est l'auteur de l'opinion majoritaire. Dans Lawrence v. Texas, délivré par une Cour suprême à majorité conservatrice, il écrit : « Les plaignants ont le droit au respect de leur vie privée. L'État ne peut pas rabaisser leur existence ou contrôler leur destin en faisant de leur comportement sexuel privé un crime »,.

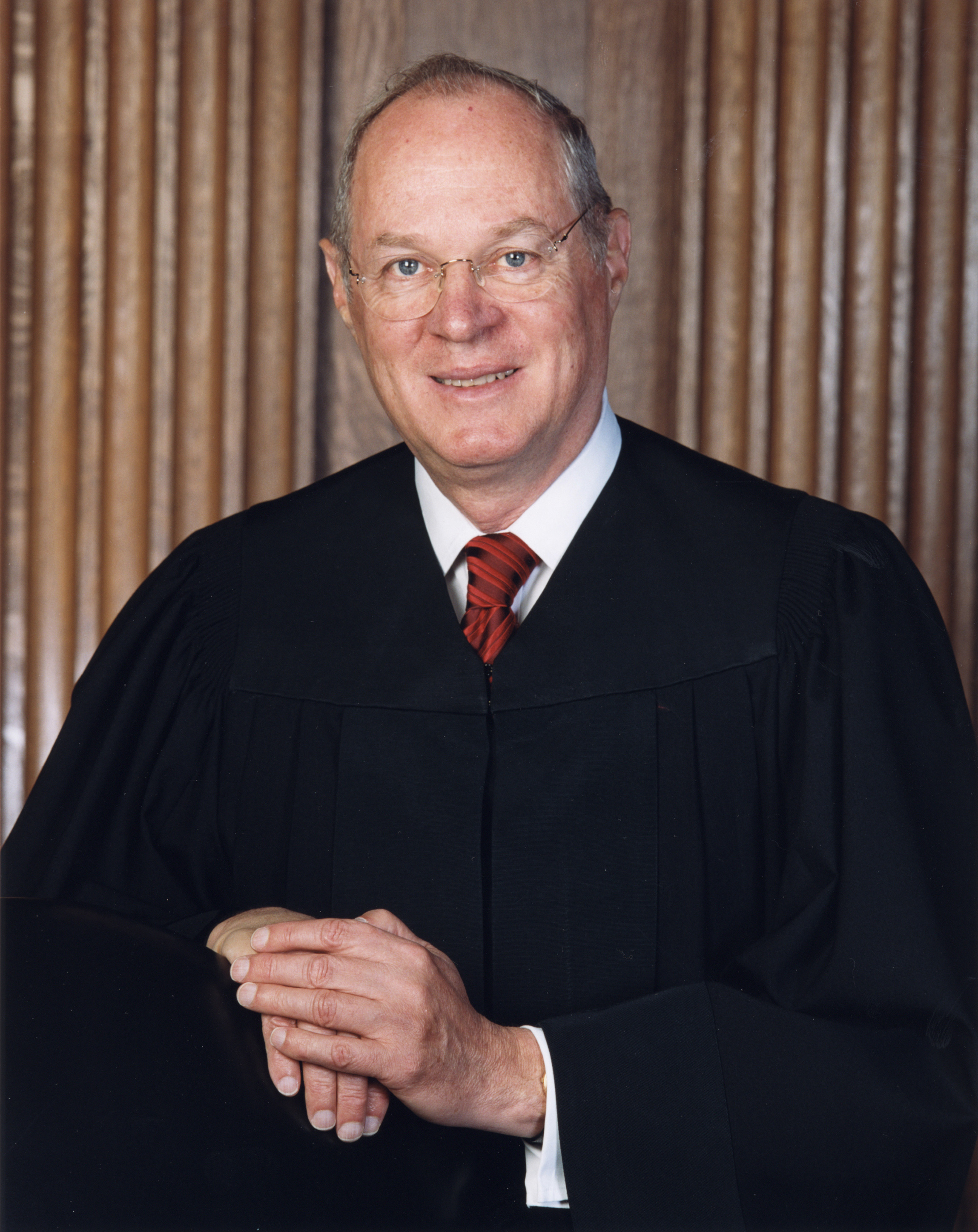
Anthony Kennedy, auteur de la décision Lawrence v. Texas.

La décision est fondée sur la « clause de sécurité juridique » (due process clause) des cinquième et quatorzième amendements, qui confère selon Anthony Kennedy une zone de liberté personnelle dans laquelle le gouvernement ne peut s'immiscer. Cette notion serait assez étendue pour que « des personnes de chaque génération puissent invoquer ses principes dans leur recherche d'une plus grande liberté ».
Pour rappel, le quatorzième amendement énonce que « aucun État ne privera une personne de sa vie, de sa liberté ou de ses biens sans procédure légale régulière ». Dans la jurisprudence américaine, cet article permet de protéger des libertés non énumérées dans la Constitution mais qui sont soit inscrites profondément dans l'histoire et la tradition américaine, soit implicites dans le concept de liberté ordonnée. Lawrence v. Texas semble se rapprocher de cette dernière solution, héritière d'un libéralisme classique.
Anthony Kennedy se montre critique envers la solution de Bowers v. Hardwick : « [L'arrêt] Bowers n'était pas correct lorsqu'il a été décidé, et il n'est pas correct aujourd'hui »,. En 1986, Byron White considérait dans Bowers v. Hardwick que les droits fondamentaux protégés par la due process clause sont ceux qui sont inscrits profondément dans l'histoire et la tradition américaine et qu'à ce titre il n'existe aucun « droit à la sodomie ». Il rappelait alors que lors de la ratification du 14e amendement tous les États américains interdisaient la sodomie. Anthony Kennedy réfute en partie cette interprétation, rappelant que le concept même d'homosexualité est plus récent et que son interdiction n'est pas inscrite profondément dans l'histoire et la tradition américaine. Il démontre également que la plupart des États n'appliquent pas les lois anti-sodomie lorsqu'elles concernent des adultes consentants en privé, ces lois ayant historiquement pour objet de protéger les enfants et les victimes de viol.
Dans sa décision, Anthony Kennedy renvoie à de nombreux arrêts de la Cour suprême concernant la vie privée et le libre arbitre, notamment Pierce v. Society of Sisters sur l'éducation publique obligatoire et Meyer v. Nebraska sur l'enseignement des langues étrangères, mais surtout Griswold v. Connecticut sur la contraception ainsi que Roe v. Wade et Planned Parenthood v. Casey sur l'avortement,. Fait plus rare, Lawrence v. Texas fait référence à la jurisprudence de la Cour européenne des droits de l'homme en la matière (Dudgeon c. Royaume-Uni), pour démontrer le décalage entre la jurisprudence américaine et le reste du monde occidental,.
Face aux critiques de son collègue Antonin Scalia, Anthony Kennedy rappelle que la relation entre Lawrence et Garner n'inclut ni prostitution, ni caractère public, ni contrainte, ni mineurs.

### Opinions concurrentes et divergentes

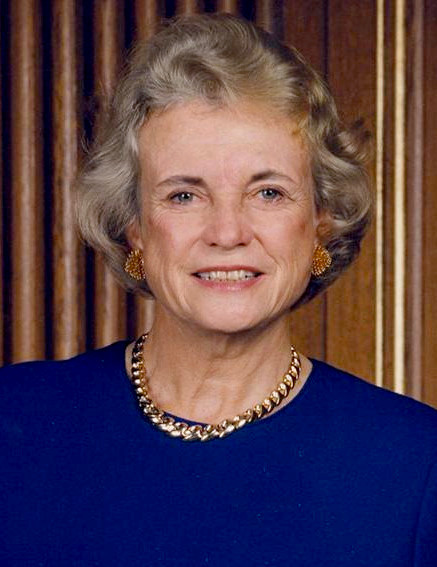
Sandra Day O'Connor s'appuie sur la « clause de protection égale » pour déclarer la loi texane inconstitutionnelle.

Sandra Day O'Connor soutient le caractère inconstitutionnel de la loi anti-sodomie du Texas mais pour des motifs différents. Elle juge que la loi texane ne viole que la « clause de protection égale » (equal protection clause) du quatorzième amendement — et non la due process clause — en n'interdisant la sodomie qu'aux personnes homosexuelles. Elle différencie Lawrence v. Texas de l'arrêt Bowers v. Hardwick, qu'elle avait soutenu en 1986, estimant que « la désapprobation morale de ce groupe, le simple désir de nuire à ce groupe, est un intérêt insuffisant pour satisfaire la condition d'une base rationnelle sous la clause de protection égale »,,. L'opinion n'est soutenue par aucun autre juge majoritaire, ceux-ci souhaitant mettre fin à toutes les lois anti-sodomie, et non seules celles visant les personnes homosexuelles. Ils ne semblent pas se ranger à l'argument de Sandra Day O'Connor pour qui une loi anti-sodomie concernant tous les couples « ne tiendrait pas longtemps dans [la] société démocratique [américaine] ».
Dans son opinion divergente, Antonin Scalia soutient que Bowers v. Hardwick est toujours d'actualité, puisqu'il n'y a aucun doute que « notre Nation a une longue histoire de lois interdisant la sodomie en général, qu'elle soit pratiquée par des couples de même sexe ou de sexe opposé ». Il reproche à la majorité d'avoir « pris position dans la guerre culturelle » et de s'être rangé du côté du « prétendu agenda homosexuel ». Il estime que la décision « décrète la fin de toutes les lois morales »,, ajoutant que « les lois contre la bigamie, le mariage homosexuel, l'inceste adulte, la prostitution, la masturbation, l'adultère, la fornication, la bestialité et l'obscénité [...] sont remises en question par la décision ». Il est rejoint dans son opinion par William Rehnquist et Clarence Thomas,.
Dans une autre opinion divergente, Clarence Thomas reprouve la loi et avoue qu'il voterait pour y mettre un terme s'il était membre de la législature du Texas. Il note cependant qu'il ne voit pas de base constitutionnelle pour remettre en cause la loi.

## Réactions et suites

### Réactions
Lawrence v. Texas est considéré comme une avancée historique pour les droits des homosexuels aux États-Unis.
La décision est toutefois décriée par l'aile conservatrice du Parti républicain. En particulier, les évangélistes estiment que la décision achève « 3 000 ans de lois d'inspiration judéo-chrétienne ». Ils lancent alors une bataille contre le mariage homosexuel. L'année qui suit Lawrence v. Texas, 13 États américains votent par référendum pour interdire le mariage homosexuel.

### John Lawrence et Tyron Garner
Après Lawrence v. Texas, John Geddes Lawrence poursuit sa carrière de technicien médical jusqu'en 2009 et vit avec son compagnon Jose Garcia à Houston. Il meurt d'une maladie cardiaque le 20 novembre 2011, à l'âge de 68 ans.
En 2004, Tyron Garner — habituellement éloigné des médias — accorde une interview au Houston Chronicle dans laquelle il explique ne pas vouloir être un héros mais simplement dire aux autres personnes homosexuelles : « soyez qui vous êtes, et n'ayez pas peur ». Il meurt d'une méningite le 11 septembre 2006 à Houston, à 39 ans.

### Impact sur les «lois morales»
Dès la publication de Lawrence v. Texas, le monde juridique s'interroge de l'impact de l'arrêt sur les « lois morales ». En effet, dans sa décision, Anthony Kennedy cite l'opinion divergente de John Paul Stevens de Bowers v. Hardwick : « le fait que la majorité gouvernant un État voit traditionnellement une pratique comme immorale n'est pas une raison suffisante pour maintenir une loi interdisant une telle pratique »,.
Pour la presse juridique, les lois anti-fornication — interdisant les relations sexuelles consenties hors mariage — semblent devoir connaître le même destin que les lois anti-sodomie. Peu après Lawrence v. Texas, la Cour suprême de Virginie cite effectivement l'arrêt pour abroger une loi interdisant les rapports sexuels hors mariage.
Les lois sur l'adultère pouvaient également être menacées. Toutefois, en 2014, l'adultère reste illégal dans une vingtaine d'État, malgré les questions posées en matière de respect de la vie privée. L'application de la jurisprudence Lawrence v. Texas à ces lois n'a pas été tranchée.
Bien que les mineurs ne soient pas concernés par Lawrence v. Texas, la décision est également utilisée pour mettre fin aux différences de majorité sexuelle entre hétérosexuels et homosexuels. Ainsi, en 2004, la Cour suprême du Kansas invalide une loi prévoyant des peines plus sévères pour des relations sexuelles entre jeunes (en l'espèce, de 18 et 14 ans), si elles ont lieu entre personnes de même sexe,.
Les tribunaux américains refusent toutefois d'appliquer la jurisprudence Lawrence v. Texas à l'inceste entre adultes consentants. Ainsi, dans son arrêt Muth v. Frank de 2005, la Cour d'appel des États-Unis pour le septième circuit valide la condamnation d'un couple de frère et sœur, estimant qu'il n'y a pas de « droit fondamental à l'inceste ».
Par ailleurs, contrairement à ce qu'affirment les opposants à Lawrence v. Texas, la décision n'a pas d'impact sur l'interdiction de la prostitution ou de la zoophilie, pour des raisons notamment liées à la contrainte, à la protection de la santé et au refus de la cruauté envers les animaux. Le droit à la polygamie semble également éloigné du sens de la décision. 

### Mariage homosexuel

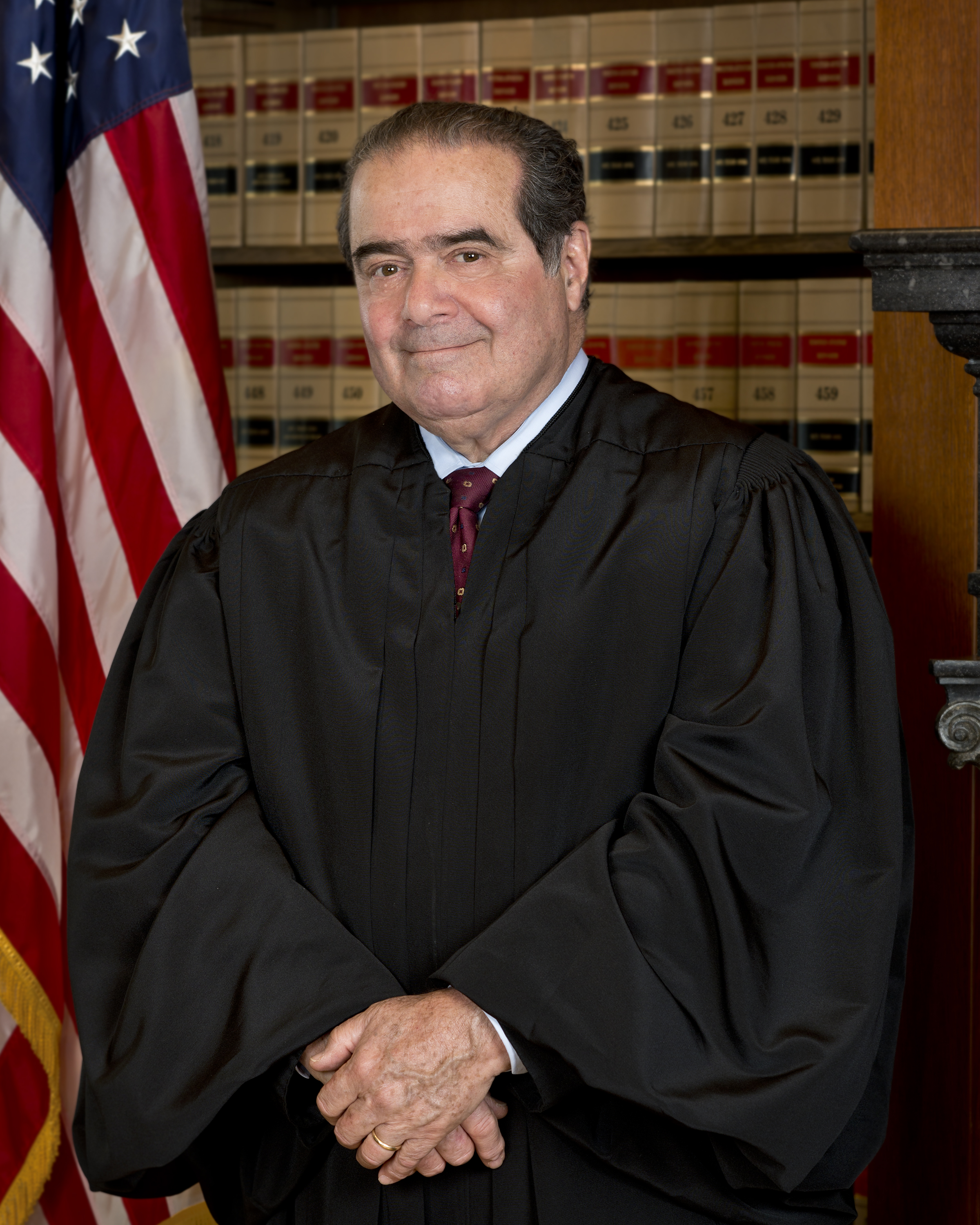
Dans son opinion divergente, Antonin Scalia estime que l'arrêt ouvre la voie à la légalisation du mariage homosexuel.

Dans son opinion divergente, le juge conservateur Antonin Scalia estime que Lawrence v. Texas ouvre la voie à la légalisation du mariage homosexuel aux États-Unis : « si la désapprobation morale du comportement homosexuel n'est « pas un intérêt légitime pour l'État » suffisant pour interdire [les relations homosexuelles]… quelle peut-être la justification pour refuser les bénéfices du mariage à un couple homosexuel exerçant « sa liberté protégée par la Constitution » ? »,.
Entre 2003 et 2008, plusieurs cours suprêmes d'État (Massachusetts, Californie, etc.) font référence à Lawrence v. Texas pour déclarer illégale l'interdiction du mariage homosexuel ; ces décisions se fondent toutefois sur les constitutions des États plutôt que sur la Constitution fédérale. De nombreuses autres cours suprêmes valident par ailleurs la légalité de cette interdiction.
L'histoire donnera raison à Antonin Scalia sur le mariage homosexuel. Lawrence v. Texas fait partie des arrêts de la Cour suprême étendant les droits des personnes homosexuels rédigés par Anthony Kennedy, qui sera l'auteur des décisions conduisant à la légalisation du mariage homosexuel à travers le pays dans United States v. Windsor (26 juin 2013) et surtout Obergefell v. Hodges (26 juin 2015), rendus publics dix et douze ans jour pour jour après Lawrence v. Texas.

### Remise en cause
En juin 2022, dans son opinion concurrente de l'arrêt Dobbs v. Jackson Women's Health Organization qui revient sur la protection constitutionnelle du droit à l'avortement, le juge Clarence Thomas estime que la Cour suprême devrait également revenir sur Lawrence v. Texas. Les autres auteurs de Dobbs précisent cependant que « rien dans cet arrêt ne doit être interprété comme remettant en doute des jurisprudences sans lien avec l'avortement ».

### Abrogation de la loi texane
En mai 2025, la proposition House Bill 1738 d'abrogation de la loi contre la sodomie est la première à passer l'étape du vote devant la Chambre des représentants du Texas et doit être présenté devant le Sénat.

### Traductions
1. ↑  « The petitioners are entitled to respect for their private lives. The State cannot demean their existence or control their destiny by making their private sexual conduct a crime ».
2. ↑  « Nor shall any State deprive any person of life, liberty, or property, without due process of law ».
3. ↑  « Bowers was not correct when it was decided, and it is not correct today ».
4. ↑  « Moral disapproval of this group, like a bare desire to harm the group, is an interest that is insufficient to satisfy rational basis review under the Equal Protection Clause ».
5. ↑  « that our Nation has a longstanding history of laws prohibiting sodomy in general - regardless of whether it was performed by same-sex or opposite-sex couples ».
6. ↑  « The fact that the governing majority in a State has traditionally viewed a particular practice as immoral is not a sufficient reason for upholding a law prohibiting the practice ».
7. ↑  « If moral disapprobation of homosexual conduct is 'no legitimate state interest' for purposes of proscribing that conduct… what justification could there possibly be for denying the benefits of marriage to homosexual couples exercising 'the liberty protected by the Constitution?' »